# Encentrum saundersiae
Encentrum saundersiae is een raderdiertjessoort uit de familie Dicranophoridae. De wetenschappelijke naam van deze soort is voor het eerst geldig gepubliceerd in 1885 door Hudson.